# Joanna Freszel
Joanna Freszel (ur. 14 marca 1983 w Warszawie) – polska śpiewaczka operowa, sopran.

## Życiorys
Joanna Freszel pierwsze kroki w swojej karierze wokalnej zaczęła jako chórzystka Alla Polacca w Teatrze Wielkim-Operze Narodowej w Warszawie. Jako dziecko występowała w operach „Manru”, „Cyganeria”, „Tosca”, „Śpiewnik Domowy”, „Turandot”, „Werther” wykonując zarówno partie grupowe i solowe.
Jest absolwentką Wydziału Wokalnego Uniwersytetu Muzycznego Fryderyka Chopina w Warszawie w klasie Jadwigi Rappé z 2012 oraz Studium Pieśni w tejże uczelni z 2013 (w tym samym roku otrzymała Medal „Magna cum Laude” dla najlepszego absolwenta UMFC). Ukończyła również w 2006 studia magisterskie na kierunku ochrona środowiska w Szkole Głównej Gospodarstwa Wiejskiego w Warszawie.
Jest laureatką między innymi nagrody specjalnej w Konkursie im. Mieczysława Karłowicza w Krakowie (2006), II nagrody w Konkursie im. Franciszki Platówny we Wrocławiu (2008), nagrody specjalnej i I miejsca w Konkursie Haliny Słonickiej w Suwałkach (2008), II nagrody w Konkursie Wokalnym im. Haliny Halskiej-Fijałkowskiej we Wrocławiu (2009), III nagrody i nagrody specjalnej w Konkursie im. Karola Szymanowskiego w Łodzi (2009), I nagrody 2. edycji Letniej Akademii Śpiewu w Sopocie (2010) oraz I nagrody i trzech nagród specjalnych w Konkursie im. Józefy, Edwarda, Jana Reszków w Częstochowie (2011). Była również laureatką nagrody specjalnej w Międzynarodowym Konkursie „Belvedere” im. Hansa Gabora w Wiedniu (2011).
W 2016 jej płyta Real Life Song została nominowana do nagród polskiego przemysłu fonograficznego Fryderyk w kategoriach Album Roku Muzyka Współczesna oraz Najwybitniejsze Nagranie Muzyki Polskiej.
W 2017 została laureatką Paszportu „Polityki” w kategorii muzyka poważna.

## Dyskografia
- Real Life Song (Dux; 2015)